# United European Levelling Net

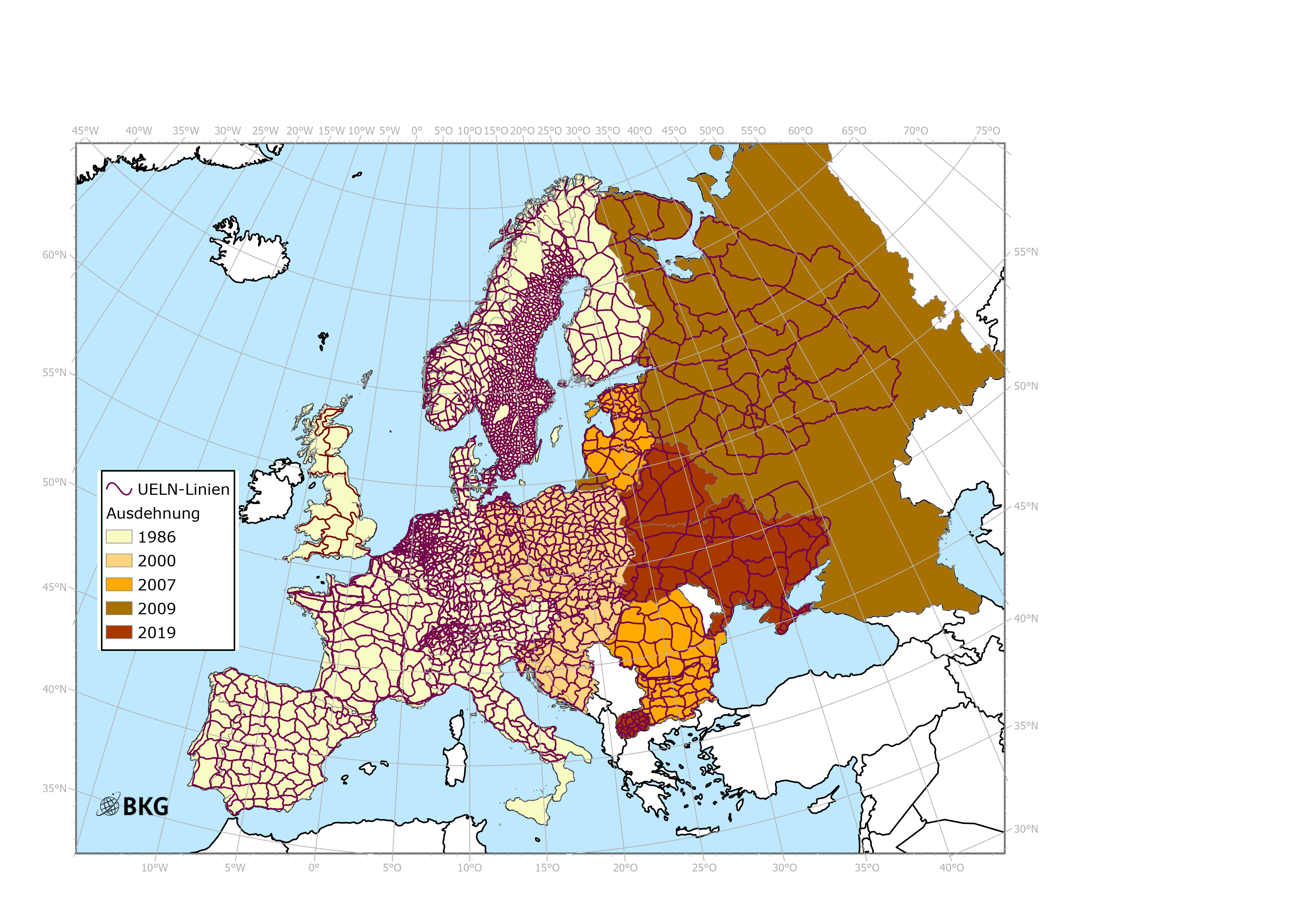
Entwicklung des UELN zwischen 1986 und 2019

Das United European Levelling Net (UELN; deutsch „Vereinigtes Europäisches Nivellementnetz“), alternative Schreibweise: United European Levelling Network, ist ein übergeordnetes Netz des europäischen Präzisionsnivellements und der künftige Höhenbezug aller staatlichen Höhennetze Europas. Es dient weniger als Gebrauchsnetz als zu wissenschaftlichen Zwecken, wurde ab etwa 1985 aus den genauesten Nivellementlinien erster Ordnung gebildet und wird von Zeit zu Zeit aktualisiert und erweitert.

## Vorgeschichte
Der erste Versuch, Höhen in Europa zu vereinheitlichen, fand bereits in der Mitte des 19. Jahrhunderts statt. Im Rahmen der Aktivitäten der Europäischen Gradmessung wurde ein aus 48 übergeordneten Schleifen der Nivellements von Bayern, Frankreich, Italien, der Niederlande, Österreich, Preußen und der Schweiz bestehendes Nivellementsnetz ausgewertet. Die beteiligten Länder konnten sich damals aber nicht auf einen gemeinsamen Nullpunkt für das Netz einigen.
In die Auswertung der Messungen wurden auch Aufzeichnungen von 42 Meerespegeln einbezogen. Ein Ergebnis war, dass das Mittelwasser des Amsterdamer Pegels etwa 15 cm höher lag als das Mittelwasser des Pegels von Genua. Damals war noch die Ansicht verbreitet, dass der Meeresspiegel genau mit dem Geoid übereinstimmt und deshalb keine Höhendifferenzen zwischen den verschiedenen Pegeln auftreten dürften. Deshalb wurden die 15 cm Differenz für das Resultat von Messfehlern des Nivellements gehalten. Heute wissen wir, dass zumindest das Vorzeichen des Höhenunterschieds richtig war, wenn der Betrag auch um etwa die Hälfte zu klein bestimmt wurde. Die Differenzen zwischen dem Meeresspiegel und dem Geoid werden als Meerestopographie (en. ocean surface topography) bezeichnet und durch Strömungen, Wind, Temperaturunterschiede, unterschiedlichen Salzgehalt u. ä. verursacht.

## Umsetzung
Im Jahr 1954 beschloss die IUGG, ein einheitliches europäisches Nivellementsnetz aufzubauen, das United European Leveling Network (UELN) bzw. Réseau Européen Unifiéde Nivellement (REUN) genannt wurde. Bezugspunkt ist der Amsterdamer Pegel. Die Ausgleichung der Messungen erfolgt in geopotentiellen Koten, um den Einfluss des Schwerefeldes streng zu berücksichtigen. Das UELN ist mit zahlreichen Küstenpegeln verbunden und erlaubt damit eine genaue Überwachung des Meeresspiegels rund um Europa.

### UELN-55
Das erste Netz und dessen Auswertung wurden als UELN-55 bezeichnet. Die Linien hatten noch 100 bis 200 km Abstand, da aus Gründen der Rechenkapazität nicht die vollständigen Netze 1. Ordnung der Länder, sondern nur große, übergeordnete Schleifen in die Auswertung einbezogen wurden. Der Netzteil mit Finnland,  Norwegen und Schweden musste vom Hauptnetz abgetrennt werden wegen ungenügender Verbindungsmessungen und Problemen bei der Berücksichtigung der postglazialen Landhebung.

### UELN-73
In den 1970er Jahren waren die Daten des UELN-55 veraltet. In vielen Ländern lagen inzwischen neue Nivellementsdaten mit höherer Genauigkeit vor. Deshalb beschloss die IUGG Generalversammlung 1971, das UELN-Projekt wieder aufzunehmen. Viele beteiligte Länder stellten dazu ihre vollständigen aktuellen Nivellementsdaten 1. Ordnung zur Verfügung, andere Länder lieferten weiterhin nur ausgedünnte Versionen ihrer Nivellementsnetze. Die Arbeiten begannen 1973, die endgültige Ausgleichung fand 1986 statt. Die Ergebnisse wurden deshalb als UELN-73/86 bezeichnet.
Doch weder in den 1950er noch in den 1970er Jahren gelang es, die Netze Osteuropas in das UELN einzubeziehen. Stattdessen wurde in Osteuropa das

### UPLN /EPNN
Uniform Precise Levelling Network of Central and Eastern Europe (UPLN), deutsch auch „Einheitliches Präzisionsnivellementsnetz“ (EPNN) aufgebaut. Dabei fanden in den 1950er und den 1970er Jahren jeweils gemeinsam abgestimmte Nivellementskampagnen in Osteuropa statt, die anschließend vom Geodätischen Dienst der UdSSR in Moskau ausgewertet wurden. Die Ergebnisse wurden als Normalhöhen, bezogen auf den Kronstädter Pegel, an die einzelnen Länder übergeben und bildeten die Grundlage für die nationalen Höhensysteme dieser Länder.

### UELN-95
In den 1990er Jahren eröffnete sich erstmals die Möglichkeit, das UELN bis nach Osteuropa auszudehnen und ein wirklich einheitliches europäisches Nivellementsnetz zu schaffen. Nach einer Resolution des Symposiums der Europäischen Subkommission der International Association of Geodesy (EUREF) in Warschau 1994 starteten die Arbeiten 1995 mit denselben Daten, die auch im UELN-73/86 enthalten waren. In den folgenden Jahren wurde das Netz Schritt für Schritt nach Osten erweitert. Gleichzeitig wurden veraltete Messungsdaten Westeuropas durch aktuelle Daten ersetzt. Im UELN-95 sind die vollständigen Nivellementsnetze 1. Ordnung der jeweiligen Länder enthalten. Erste Ergebnisse wurden 1999 an die beteiligten Länder unter dem Namen UELN-95/98 übergeben.
Die Arbeiten am UELN-95 veranlassten EUREF im Jahr 2000, das Europäische Höhenreferenzsystem (EVRS) zu definieren. Das UELN bildet seitdem die Grundlage für die Realisierungen des EVRS, die als European Vertical Reference Frame (EVRF) bezeichnet werden. Bisher wurden das EVRF2000, das EVRF2007 und das EVRF2019 am Bundesamt für Kartographie und Geodäsie berechnet.

## Ausblick
Neuere Bearbeitungen zielen auf eine gesamteuropäische Lösung, dessen Bezugssystem statt des Geoids das europäische Quasigeoid ist. Nach und nach sollen sich alle Staaten mit ihren verschiedenen Höhenbezügen auf dieses einheitliche System umstellen.